# Górki Duże (województwo łódzkie)
Górki Duże – wieś w Polsce położona w województwie łódzkim, w powiecie łódzkim wschodnim, w gminie Tuszyn.
| SIMC    | Nazwa    | Rodzaj     |
| ------- | -------- | ---------- |
| 0553992 | Wacławów | kolonia    |
| 0554000 | Wykno    | przysiółek |

Do 1924 roku istniała gmina Górki. W latach 1975–1998 miejscowość administracyjnie należała do województwa piotrkowskiego.
Na terenach wsi znajdują się liczne źródła, które dają początek rzece Dobrzynce. W granicach wsi leży także wzniesienie Górki Duże o wysokości 288,4 m n.p.m..
15 listopada 1951 roku na terenie wsi doszło do katastrofy lotniczej samolotu Polskich Linii Lotniczych LOT – Lisunow Li-2, w której zginęło 16 osób.